# Dichapetalum petaloideum
Dichapetalum petaloideum är en tvåhjärtbladig växtart som beskrevs av Franciscus Jozef Breteler. Dichapetalum petaloideum ingår i släktet Dichapetalum och familjen Dichapetalaceae. Inga underarter finns listade i Catalogue of Life.